# Ambràcia
Ambràcia (en grec antic Ἀμβρακία) era una ciutat i regió de l'antiga Grècia, prop de la costa del golf d'Ambràcia, que va rebre el seu nom de la ciutat i a la riba del riu Arethon.
La ciutat fou independent amb un territori força gran que s'estenia per la costa per uns 20 km i cap a l'interior encara mes. El seu fundador llegendari fou Ambrax, fill de Tesprot o, segons altres escriptors, per Ambràcia, filla de Augeas, però va esdevenir ciutat grega en establir-se allí una colònia dels corintis vers el 635 aC en temps de Cípsel. La colònia fou dirigida per Gorgus o Torgus o Tolgus, fill o germà de Cípsel. El va succeir com a tirà el seu fill Periandre, deposat pel poble probablement coincidint amb la mort del tirà corinti també anomenat Periandre.
Fou una ciutat prospera que va aportar 7 naus a la guerra contra Pèrsia el 480 aC i 27 naus a Corint en la seva guerra contra Corfú el 432 aC. Van seguir a Corint en la seva aliança amb Esparta a la guerra del Peloponès. En aquest temps va dominar tot el territori anomenat Amfilòquia amb la ciutat d'Argos, que eren aliats d'Acarnània. Els Amfílocs van demanar ajut a Atenes que van enviar una força dirigida per Formió d'Atenes que va ocupar Argos i va vendre als pobladors ambraciotes com esclaus, retornant la ciutat als amfiloquians el 432 aC. El 430 aC Ambràcia va tornar a atacar Argos però foren rebutjats. L'any següent van formar una coalició amb la tribu epirota dels Caonians i d'altres tribus de la regió i dirigits pel comandant espartà Cnemos van atacar Acarnània, aliada dels amfiloquians, però foren derrotats davant la ciutat d'Estratos. El 426 aC van tornar a provar de conquerir Argos però foren derrotats primer per l'atenenc Demòstenes i després pels acarnanis i quasi tota la població en edat d'agafar les armes va morir, per la qual cosa Ambràcia podia ser ocupada sense lluita pels atenencs però els acarnanis es van oposar a la seva conquesta per por que els atenencs foren pitjor veïns que els ambraciotes i es va fer un tractat de pau entre Ambràcia d'un costat i Acarnània i els amfiloquians d'altra, per una durada de 100 anys. Ja signat van arribar a la ciutat 300 infants corintis que venien en ajuda de la ciutat. La resta de la guerra Ambràcia gairebé no va prendre part a la guerra mes que per enviar alguna ajuda a Siracusa, assetjada pels atenencs.
Fou després conquerida per Filip II de Macedònia i al 336 aC es va revoltar contra el seu fill Alexandre el Gran, però finalment es va sotmetre.
Conquerida per Pirros fou la capital del seu regne de l'Epir, així com durant els regnats dels seus successors. Pirrus la va embellir i fortificar. Més tard va caure en mans de la Lliga Etòlia.
El 189 aC va ser assetjada pel consol romà Marc Fulvi Nobílior I que fou molt dramàtic. Es va fer la pau i els romans van poder entrar a la ciutat, de la que els romans es van emportar les obres d'art. En temps d'August els seus habitants foren traslladats a Nicòpolis, fundada en commemoració de la seva victòria en la batalla d'Àccium el 31 aC.
La ciutat va ressorgir en algun moment durant l'Imperi Romà d'Orient probablement vers el segle x i es va anomenar Àrta. Era la capital del despotat de l'Epir.